# アウハウゼン
アウハウゼン (ドイツ語: Auhausen、アレマン語: Auhüsen) は、ドイツ連邦共和国バイエルン州シュヴァーベン行政管区のドナウ＝リース郡に属す町村（以下、本項では便宜上「町」と記述する）で、エッティゲン・イン・バイエルン行政共同体を構成する自治体の一つである。

## 地理
アウハウゼンはバイエルン州シュヴァーベン行政管区の最も北に位置する町であり、かなりの大きさの隕石が落下した跡として知られるネルトリンガー・リースの周縁部にあたる。町の近くをヴェルニッツ川が流れている。アウハウゼンの周囲には多くの保養地や歴史的な都市が点在している。

### 自治体の構成
この町は、公式には9つの地区 (Ort) からなる。このうち小集落や孤立農場などを除く集落を以下に列記する。
- アウハウゼン
- ドルンシュタット
- ヒルシュブルン
- ローヒェンバッハ

## 歴史
アウハウゼンは959年に初めて文献に記録されている。この年の6月12日に皇帝オットー1世が合法的にエルンストから取り上げたアウハウゼンとヴェストハイムの所領を忠臣のハルトマンに授けたという記録である。教皇イノケンティウス2世（1130年 - 1143年）は1136年に特権をアウハウゼンに与えた。ただしこの町の創設についての詳細は、この地のベネディクト会修道院の設立ともどもよく分かっていない。この町の創設者はアウハウゼン貴族家であったと考えられている。
修道院は、1525年5月のドイツ農民戦争で暴徒化した農民達の犠牲となった。1530年、最後の修道院長ゲオルク・トルフゼス・フォン・ヴェッツハウゼンはアイヒシュテットへ逃亡した。この修道院はルター派に改宗され、1537年に閉鎖された。修道院教会は教区教会になった。1608年にプロテスタント諸侯は、アウハウゼン修道院で相互防衛同盟であるプロテスタント同盟を締結した。修道院の建物は19世紀に大部分が取り壊された。プロイセン＝エッティンゲン境界協約により、1796年にアンスバッハの修道院管理地はエッティンゲン＝シュピールベルク伯領となった。これにより1806年のライン同盟で陪臣化され、バイエルン領となったのである。

### 人口推移
- 1970年 1,012人
- 1987年 992人
- 2000年 1,113人

## 見所
- 教区教会: かつての修道院教会である。ゴシック様式の内陣と特徴的な2つの塔のファサードを有する3翼のバシリカ教会である。
  - 1513年ハンス・ショイフェリン作の主祭壇
  - 1420年の古い聖歌隊席
  - 長堂身廊部の木製デッキ
- ヒルシュブルンの狩りの城: ペーター・アルベルタールとハンス・アルベルタールによって建設された。エティンゲン＝シュピールベルク侯の居館（見学不可）と城内礼拝堂（教会儀礼中は見学可）が現存している。

## 経済と社会資本

### 交通
アウハウゼンは鉄道 ネルトリンゲン - グンツェンハウゼン線沿いに位置するが、この路線は現在、定期的な旅客運行を行っていない。

## 引用
1. ↑  https://www.statistikdaten.bayern.de/genesis/online?operation=result&code=12411-003r&leerzeilen=false&language=de Genesis-Online-Datenbank des Bayerischen Landesamtes für Statistik Tabelle 12411-003r Fortschreibung des Bevölkerungsstandes: Gemeinden, Stichtag (Einwohnerzahlen auf Grundlage des Zensus 2011)
2. ↑  Bayerische Landesbibliothek Online
3. ↑  ドイツ農民戦争時の修道院[リンク切れ]